# Ivan Brlek
Ivan Brlek, pater Mihael-Mijo, slovenski rimskokatoliški duhovnik, frančiškan, pravnik in profesor, * 25. julij 1911, Ilirska Bistrica, † 23. april 1984, Dubrovnik.

## Življenje in delo
Rodil se je v družini peka in čevljarja Ivana Brleka in gospodinje Helene Brlek, rojene Kastelic. Ljudsko šolo je obiskoval v rojstnem kraju. Gimnazijo je v letih 1924−1933 obiskoval pri frančiškanih na Košljunu, Badiji in Dubrovniku, kjer je tudi maturiral. Leta 1928 je vstopil k frančiškanom, opravil noviciat in 1933 slovesne zaobljube. Bogoslovje je študiral v Makarski, Dubrovniku (1933-1936) in Rimu (1937). V duhovnika je bil posvečen 5. julija 1936 v Šibeniku. Nadaljeval je študij prava na Papeški univezi Antonianum(1937-1940); istočasno pa je študiral še arhivistiko na vatikanski Paleografski šoli. Doktoriral je z disertacijo De evulutione iuridica studiorum in Ordine Minorum ab into usquead annum 1517.
Po končanem študiju se je vrnil v domovino in v letih 1940−1951 v Dubrovniku in Makarski opravljal službo predavatelja kanonskega prava, cerkvene zgodovine in knjižničarstva. Bil je tudi rektor teološkega študija in tajnik frančiškanske province. Leta 1951 je bil imenovan za profesorja na Pravni fakulteti frančiškanske Papeške univerze Antonianum v Rimu, kjer je v letih 1952 - 1976 predaval kanonsko pravo, pravno filozofijo in metodologijo. Leta 1976 se je vrnil v Dubrovnik, kjer se je ukvarjal z raziskovalnim delom, sodeloval pa je tudi z Jugoslovenskim leksikonografskim zavodom v Zagrebu. Napisal je več kot sto znanstvenih razprav s področja kanonskega in civilnega prava ter pravne zgodovine in filozofije, ki jih je objavil predvsem v reviji Antonianum.